# Armata delle Fiandre
L'Armata delle Fiandre fu un esercito professionale spagnolo di stanza nei Paesi Bassi tra il 1567 fino al suo scioglimento nel 1706.
Inizialmente fu dispiegato contro gli olandesi, ribelli, nella Guerra degli ottant'anni, ma, in seguito, prese parte anche alla Guerra dei trent'anni e ai conflitti che impegnarono Francia e Spagna nella seconda metà del XVII secolo.
Era costituito principalmente da unità di fanteria, i Tercios, reggimenti composti da circa 3.000 soldati tra picchieri e archibugieri o moschettieri che operavano con il supporto di reparti di cavalleria leggera.
Nonostante gli alti standard qualitativi, specialmente nei primi tempi, e l'efficiente organizzazione che comprendeva anche unità ospedaliere e di supporto, l'Armata di Fiandra divenne famosa per la sua indisciplina e per i numerosi ammutinamenti.
Ciò nonostante, rimase in servizio continuo dal 1567 al 1706, divenendo la forza armata più longeva della prima età moderna.

## Descrizione

### Creazione dell'armata
La sua costituzione, infatti, avvenne nel 1567 ad opera di Filippo II di Spagna, signore dei Paesi Bassi, allo scopo di frenare l'ondata di ribellioni attuate dai sudditi di religione protestante che mal sopportavano il duro fiscalismo e il rigido clima della Controriforma.
Infatti, le continue sommosse avevano reso completamente inadeguate le truppe spagnole di stanza nei Paesi Bassi sotto il controllo del governatore Margherita di Parma, zia paterna del sovrano, il quale considerava l'invio di nuovi rinforzi come presupposto necessario alle sfide dell'ala più estremista dei ribelli protestanti e calvinisti.

Il Cammino spagnolo, principale via di collegamento tra i vari tronconi dell'impero.

Per tali motivi, Filippo II dispose, nel 1567, l'invio dall'Italia settentrionale, attraverso il Cammino spagnolo, di 8.000 fanti e 1.200 cavalieri che avrebbero dovuto costituire il nucleo della nuova armata.
Negli anni seguenti Filippo II aveva progettato di aumentare gli effettivi fino a raggiungere il numero totale di 60.000 fanti e 10.000 cavalli, sotto il comando diretto di Fernando Álvarez de Toledo, III duca d'Alba, ma, in realtà, i costi eccessivi, indussero a ridimensionare il piano iniziale.
Solo 10.000 spagnoli e un reggimento tedesco, comandato dal conte Alberico de Lodron, furono effettivamente inviati.
In ogni caso, il duca d'Alba, a seguito del ritiro di Margherita di Parma, assunse anche il comando della guarnigione già stanziata, forte di 10.000 fanti valloni, riuscendo ad organizzare un nucleo sufficientemente coeso.
Sostenuto da questi rinforzi, il duca d'Alba poté avviare una capillare azione di rastrellamento e di repressione delle rivolte che si concluse con l'arresto di circa 12.000 persone, di cui 1.000 condannate a morte, mentre innumerevoli altre persero i propri beni, sequestrati per ordine del re.

### Caratteristiche dell'Armata

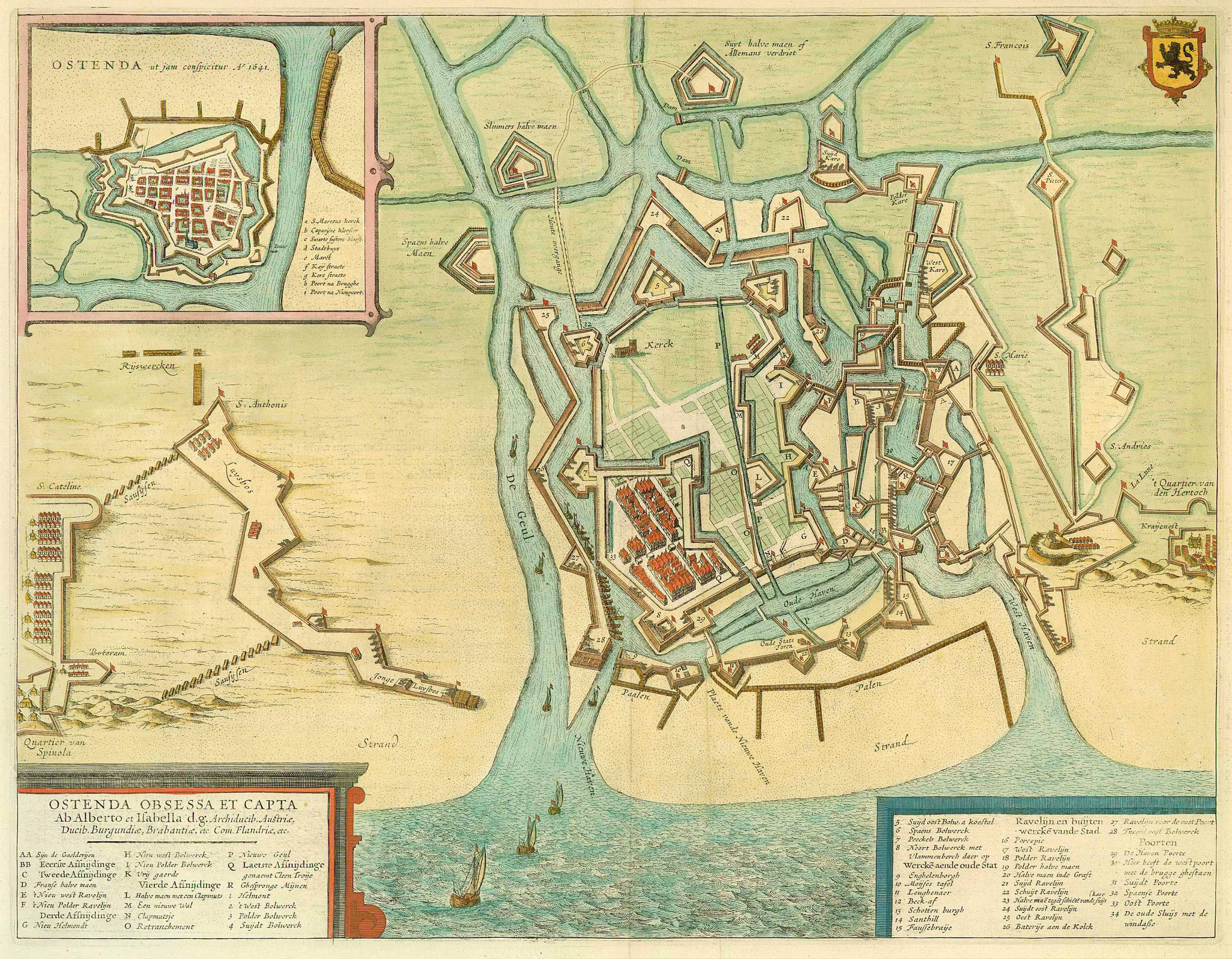
Le fortificazioni di Ostenda durante l'assedio, che interessò la città dal 1601 al 1604

L'esercito delle Fiandre fu costruito sul modello dei tercios spagnoli, una formazione di fanteria pesante unita ad un nucleo di moschettieri o archibugieri anche per via del positivo adattamento alle necessità tattiche del conflitto.
Infatti, l'uso dei picchieri avrebbe impedito o scoraggiato qualunque carica di cavalleria, favorita dal terreno pianeggiante, mentre i moschettieri avrebbero fornito sufficiente copertura di fuoco ad un'avanzata sul campo.
Tuttavia, nonostante il terreno fosse assai favorevole ad una guerra di movimento, la Guerra degli Ottant'anni si basò principalmente non su battaglie campali, ma bensì su tattiche di guerriglia tra piccoli nuclei dispersi di entrambi gli schieramenti.
Accanto alle scaramucce e alle azioni di guerriglia, entrambi i contendenti affiancarono una strategia mirata alla conquista delle città più importanti attraverso lunghi assedi, fino all'esaurimento delle risorse dell'avversario; per tale motivo, nel 1639, poco meno della metà dell'esercito forte di 77.000 soldati fu distribuito tra 208 guarnigioni di ridotte dimensioni.
Questa strategia rifletté principalmente la volontà olandese di non sacrificare le forze in inutili scontri frontali e di debilitare lentamente quelle del nemico, obbligandolo ad intraprendere assedi estremamente onerosi sia in danaro sia in vite umane.
Nel 1622 l'assedio di Bergen op Zoom costò a Spinola la perdita di 9.000 uomini,, l'assedio di Ostenda, tra il 1601 e il 1604, oltre 80.000 soldati, mentre il celeberrimo assedio di Breda del 1624 esaurì le risorse spagnole e costrinse lo stesso Spinola ad una tregua per sfruttare il successo.
Nel XVII secolo, il conflitto gradualmente cambiò volto, in quanto il territorio olandese si ridusse di estensione e ciò indusse entrambi i contendenti a modificare le proprie strategie in favore di una lotta aperta, riducendo il numero degli assedi.
A seguito di ciò e dell'intervento nella Guerra dei Trent'anni della Svezia, l'esercito delle Fiandre modificò la propria disposizione tattica in favore di una maggiore potenza di fuoco.
Nel 1634, infatti, il governo di Madrid applicò alle nuove unità di tercio un rapporto di 75 moschettieri su 25 picchieri per ogni cento uomini, al prezzo, però, di ridurre le difese delle unità contro le unità di cavalleria pesante, come poi la Battaglia di Rocroi dimostrò.
La Guerra contro la Francia indusse Madrid a sostituire i moschetti e gli archibugi con il più efficiente fucile, ma il deficiente addestramento delle nuove reclute spesso impediva loro di sollevare per lunghi tratti l'arma. mentre del resto la fanteria vallone o la milizia mantenne il vecchio archibugio essendo considerate come truppe deboli e di seconda categoria.
Sempre la guerra contro la Francia indusse il governo di Madrid a dotare l'armata delle Fiandre di maggiori effettivi e di aumentare le unità di cavalleria pesante, corpo in cui eccellevano i francesi e di cui l'armata era sempre stata assai carente sin da quando il Duca d'Alba l'aveva congedata nel 1572.
Infatti fino al 1630 l'intera cavalleria in servizio presso l'esercito era di tipo leggero usata per il pattugliamento del territorio, scarseggiavano i cavalli; ad esempio nel 1592 a Rouen due terzi della cavalleria spagnola era appiedata.
Infine, per quanto concerne la logistica, l'esercito delle Fiandre fu sempre considerato come estremamente disciplinato come dimostrò la costruzione di un ponte sulla Senna a seguito di una ritirata nel 1592 anche se, per altri aspetti, la disciplina sul campo risultava assai carente.

### Reclutamento e supporto logistico
Le dimensioni dell'esercito delle Fiandre variarono a seconda della situazione politica e militare.
Infatti, se nel 1567, gli effettivi superavano i 20.000 soldati, l'anno seguente, a seguito della sconfitta di Guglielmo I d'Orange, capo dei ribelli, Filippo II ridusse gli effettivi a 3.200 soldati valloni e 4.000 spagnoli lungo i confini con una riserva di altri 4.000 fanti spagnoli e un reparto di cavalleria leggera di 500 uomini, come riserva strategica di stanza a Bruxelles.
Negli anni seguenti, invece, l'aggravarsi della rivolta in una vera e propria guerra indusse la Spagna a rafforzare l'Armata delle Fiandre che, almeno sulla carta, raggiunse la cifra di 86.000 soldati.
L'esercito era una forza multinazionale, composta dalle reclute provenienti in prevalenza dai possedimenti di fede cattolica dell'impero degli Asburgo. Esisteva all'interno una gerarchia prestabilita, al cui vertice si trovavano i soldati spagnoli, poi gli italiani, gli inglesi e gli irlandesi, i borgognoni ed i tedeschi, infine i valloni e e le milizie locali, meno affidabili e meno coese.
Tuttavia, nonostante il loro valore sul campo, le truppe spagnole, risultarono per i loro eccessi, estremamente impopolari e proprio per placare l'opinione pubblica furono per ben due volte inviate negli altri possedimenti dell'impero.
Il reclutamento avveniva con diversi metodi, tra cui la messa in servizio di capitani di reclutamento, che avrebbero fatto azione di propaganda per incoraggiare le iscrizioni di volontari o attraverso il ricorso ad appaltatori specializzati.
Si stima che circa il 25% dell'esercito non avesse compiuto l'apprendistato militare in Spagna o nelle sue dipendenze e che oltre la metà dei soldati non provenissero dai Paesi Bassi.
L'integrazione di questi due metodi garantì notevoli successi come ad esempio nel 1572 anche se negli ultimi anni del XVI secolo i risultati furono inferiori a causa della concorrenza sempre più agguerrita per il reclutamento dei soldati migliori, dovuta alle Guerre di religione in Francia e ai conflitti che coinvolgevano l'Impero asburgico.
Tale effetto fu ampliato dalle forti somiglianze tra l'esercito austriaco e spagnolo i quali, avendo gli stessi bacini di reclutamento, tesero a conferire premi per il trasferimento dei soldati dall'una all'altra parte e viceversa, alimentando ulteriormente la concorrenza.
Accanto a tale problema, Filippo II dovette affrontare anche la minaccia ottomana sul Mar Mediterraneo, che lo costrinse a dislocare una forte presenza militare in Italia e lungo le coste spagnole, aggravando ulteriormente le necessità di nuovi soldati.
Ben presto, quindi, i volontari non furono sufficienti ed il re fu costretto ad arruolare anche criminali comuni, in prevalenza catalani, per costituire un tercio che poi inviò nelle Fiandre e tale usanza rimase anche negli anni successivi del suo regno.
La paga rimase fissa, fino al 1634, a tre escudo al giorno, per poi essere aumentata a quattro.
Per quanto riguarda la composizione sociale, l'esercito delle Fiandre, trasse dalla nobiltà i suoi più alti ufficiali, secondo un'usanza comune in tutta Europa, per quanto la gran parte degli effettivi provenisse dai più bassi strati sociali della popolazione, creando un notevole onere logistico.
Con il passare degli anni, si rafforzarono le strutture logistiche al servizio dell'Armata delle Fiandre, tanto che poté godere di alcuni servizi estremamente moderni per l'epoca.
Infatti, già nel 1567, il duca d'Alba allestì a Mechelen, nel Bramante, un ospedale militare con una disponibilità di circa 300 letti; ebbe una vita travagliata, poiché un anno dopo la sua apertura fu chiuso a seguito di numerosi ammutinamenti e riaperto solo nel 1585.
Accanto all'ospedale fu creata una casa di riposo per i veterani mutilati e si istituì un servizio pubblico per provvedere ad amministrare le volontà dei soldati caduti e nel 1609, furono creati una serie di caserme e forti, lontani dalle città, allo scopo di alloggiare le truppe, un'idea ben presto ripresa dagli altri eserciti europei.

### Ammutinamenti
Durante gli anni settanta del XVI secolo, l'esercito delle Fiandre divenne noto per i suoi molto frequenti ammutinamenti, i quali traevano origine dalla discrepanza tra le ambizioni militari di Madrid ed i mezzi, scarsi, per conseguirli.
Infatti, sebbene la Spagna fosse la sola potenza europea in grado di disporre delle risorse dei suoi enormi possedimenti europei e coloniali le eccessive distanze rendevano la mobilitazione estremamente onerosa ed aumentavano a dismisura i costi di mantenimento dell'esercito.
Nel 1568, il costo per il mantenimento dell'esercito nelle Fiandre ammontava a 1.873.000 fiorini annui nel 1574, oltre 1.200.000 fiorini al mese, un costo insostenibile per i Paesi Bassi anche con un aumento della pressione fiscale mentre il sostegno della Corona di Castiglia era limitato a 300.000 fiorini al mese.
Tale situazione, già assai precaria negli anni favorevoli, diveniva drammatica ogniqualvolta la corona si fosse trovata alle prese con altre necessità come ad esempio nel 1575 quando Filippo II, nonostante i proventi ed i prestiti, non fu in grado di reperire danaro per pagare le truppe.
Tutto ciò ovviamente causava continui ammutinamenti tra le truppe che, tra il 1572 e il 1609, si ribellarono 45 volte causando tre problemi.

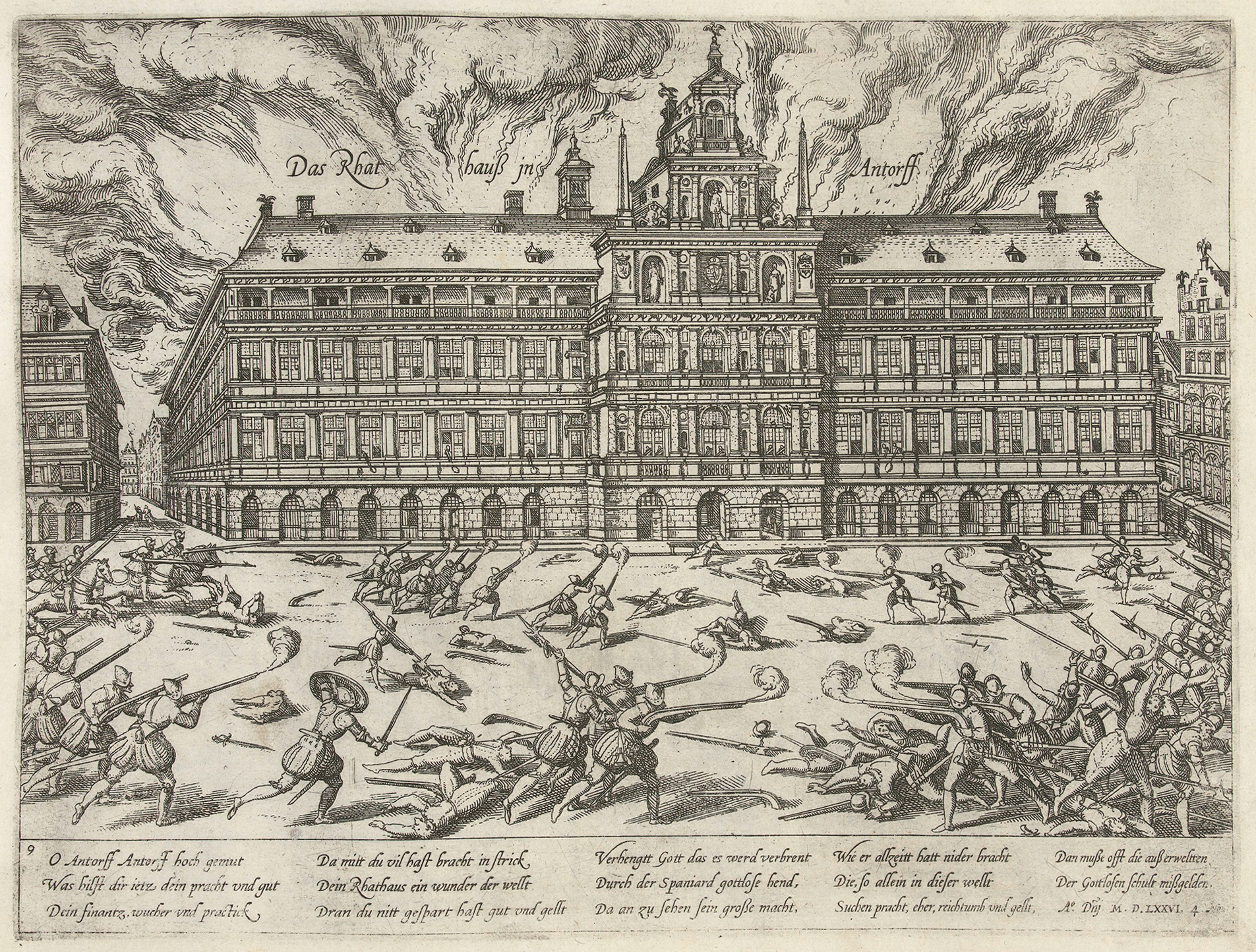
Le truppe ammutinate dell'Armata delle Fiandre assaltano il Grote Markt durante il sacco di Anversa, disegno olandese di Franc Hogenburg, 1576.

In primo luogo erano eventi imprevedibili e assai difficilmente gestibili da ogni capo militare; in secondo luogo, incoraggiarono le truppe a compiere disordini, stupri, atti di ruberie e saccheggi a danno della popolazione locali, con forti ripercussioni del prestigio della Spagna; infine, le pause favorivano gli olandesi permettendo la riconquista di vaste porzioni di territorio.
Il primo ammutinamento si verificò nel 1573 a seguito del rifiuto del governo di aumentare lo stipendio ai soldati a 60 fiorini ciascuno, cui seguirono altri due che impedirono ogni avanzata.
I disordini ripresero tra il 1575 e 1576 a seguito del fallimento di Filippo II e proseguirono fino alla morte del comandante dell'esercito, Luis de Zúñiga y Requesens; in questo periodo ogni forma di disciplina scomparve e l'armata si ridusse ad estorcere denaro e viveri alle popolazioni locali, suscitandone l'odio e provocando continue rivolte al grido di "morte agli spagnoli".
Alla morte di Requesens, Madrid inviò Don Giovanni d'Austria, ma costui non fu in grado di ristabilire l'ordine né di impedire il sacco di Anversa, in cui furono distrutte 1.000 case e oltre 8.000 persone morirono per mano dei soldati o a seguito dell'incendio che distrusse la città.
Questo episodio ebbe conseguenze ancor più negative, poiché indusse gli Stati Generali a firmare la Pacificazione di Gand, con cui tutte le province si riunirono con l'obiettivo di espellere i soldati spagnoli e di porre fine alle persecuzioni religiose, distruggendo i successi conseguiti dall'armata in 10 anni di continui scontri.
Di conseguenza, per placare la situazione, don Giovanni d'Austria espulse le truppe spagnole dal paese, nel 1577, ma poco tempo dopo, a seguito di nuove minacce, fu costretto a richiamarle; tali eventi costituirono l'esempio di ciò che sarebbe successo durante la Guerra dei Trent'anni.

## Ruolo nella rivolta Olandese (1569-1609)

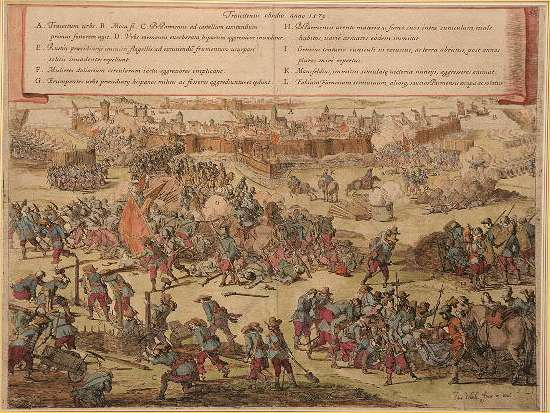
La presa di Maastricht, nel 1579, durante la Rivolta olandese.

L'armata delle Fiandre svolse un ruolo chiave in tutte le campagne della Guerra degli Ottant'anni.
Infatti, il Duca d'Alba, dopo aver compiuto il Cammino spagnolo e nonostante la sconfitta nella Battaglia di Heiligerlee contro Guglielmo I d'Orange, capo dei ribelli, fu in grado di pacificare il nord del paese fino al 1572 quando si verificò una seconda rivolta.
Incapace di affrontare la crisi, il duca d'Alba fu sostituito dal più moderato Luis de Zúñiga y Requesens, il cui ruolo, oltre che dai ribelli, fu ostacolato dal fallimento della corona spagnola nel 1575.
Rimasti senza paga, le truppe si ammutinarono, e alla morte di Requesens, nel 1576, di fatto l'Armata di era disgregata in diverse fazioni ribelli. e quando Don Giovanni d'Austria assunse il comando della provincia non riuscì ad impedire il saccheggio di Anversa del 1576.
Nel 1578 il comando passò ad Alessandro Farnese, duca di Parma, che aveva ereditato una situazione per cui la sovranità spagnola si estendeva solo sui territori meridionali, attualmente appartenenti al Belgio, mentre l'Olanda era nelle mani dei ribelli.
Il nuovo comandante scelse di consolidare il controllo spagnolo nel meridione e di riconquistare i centri più importanti delle Fiandre, in primis, Anversa, ma, questa azione fu interrotta da Filippo II che destinò all'esercito il compito di attraversare lo stretto della Manica e di sbarcare in Inghilterra per restaurare il cattolicesimo.
L'esercito di mosse verso le città di Ostenda e Dunkerque per imbarcarsi, ma la sconfitta della Flotta Spagnola pose fine ai piani del re.
Nel 1592 Alessandro Farnese fu sostituito da Peter Ernst I von Mansfeld-Vorderort, cui succedette, due anni dopo, l'arciduca Ernesto d'Austria e, nel 1595, quando questi morì, Filippo II decise di destinare la figlia, Isabella Clara Eugenia, in moglie al fratello dell'arciduca Ernesto, Alberto, concedendole in dote i Paesi Bassi.
Mentre nel sud si consolidava il dominio spagnolo per quanto nella forma di uno stato autonomo, nel nord si rafforzarono le basi dello stato olandese nella persona dello Statolder Maurizio di Nassau, anche perché Filippo II concentrò il grosso delle forze armate ai confini francesi per intervenire nelle Guerre di religione.
Di conseguenza, tra il 1592 e il 1596, l'armata fu dislocata nell'Artois nel tentativo di conquistare Cambrai e Calais (1596).
Tuttavia anche questa campagna, così come il tentativo di riconquistare gli odierni Paesi Bassi fallì e la guerra languì fino al 1609 quando fu firmata la Tregua dei dodici anni, anche se in questo periodo le forze dell'Armata delle Fiandre si dimostrarono degne della fama di vitalità e di vigore.

## Ruolo nella Guerra dei trent'anni

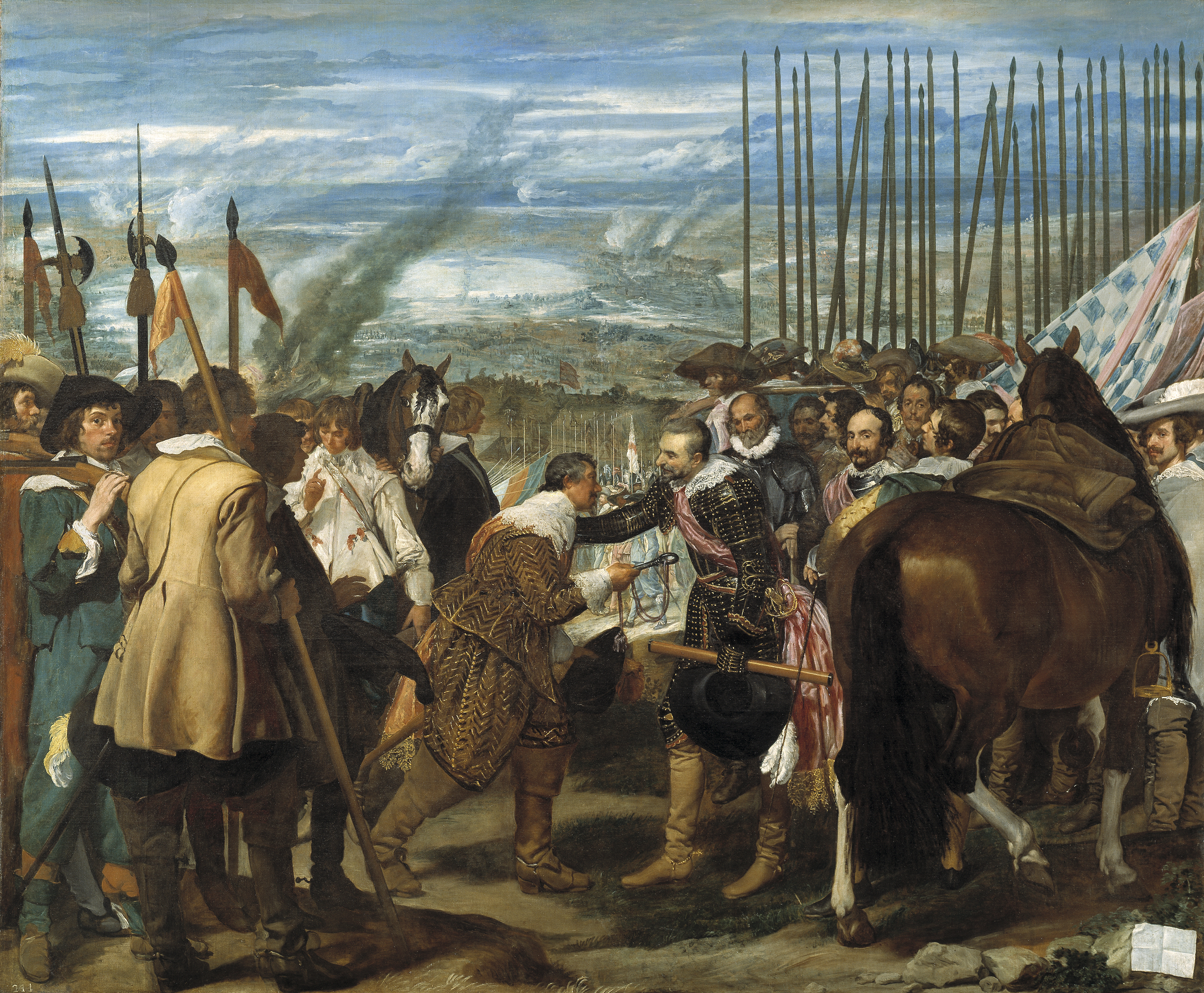
La Resa di Breda, Diego Velázquez, 1635

Durante la Fase Boemo-Palatina della Guerra dei Trent'anni, l'armata delle Fiandre svolse un ruolo importante per gli imperiali come un esercito mobile.
Infatti, sin dagli inizi del conflitto, sotto il comando del generale Ambrogio Spinola, marchese di Los Balbases, l'armata, forte di 20.000 uomini, invase e conquistò il Palatinato, centro di potere dell'elettore Federico V, principale avversario dell'imperatore Ferdinando II d'Asburgo, mentre le forze imperiali e sassoni sconfissero lo stesso Federico nella Battaglia della Montagna Bianca.
A seguito della completa vittoria nel Palatinato, Spinola intraprese una nuova manovra a tenaglia per isolare definitivamente la Repubblica delle Sette Province Unite in vista di un futuro attacco diretto.
Nel 1621, Spinola riprese lo scontro diretto con gli olandesi riuscendo a cogliere notevoli allori tra i quali spicca l'Assedio di Breda del 1624, nonostante gli alti costi impedissero di sfruttare a fondo il successo e lo costrinsero a mantenere una condotta difensiva.
Nel 1634, il conte-duca di Olivares, sfruttando il Cammino spagnolo, inviò dall'Italia nuovi rinforzi sotto il comando del cardinale infante Ferdinando d'Asburgo, le cui truppe, unite a quelle imperiali, nello stesso anno sconfissero l'esercito svedese a Nördlingen, per poi muovere verso Bruxelles.
Ciò nonostante, il vantaggio spagnolo non era ancora definito e ben presto sarebbe stato sconvolto dall'intervento diretto della Francia nella Guerra dei Trent'anni, cosa che avrebbe costretto l'armata delle Fiandre a combattere su due fronti.
Nel 1635, la Francia dichiarò guerra alla Spagna e sebbene agli inizi l'esercito spagnolo riuscisse ad avanzare nel territorio nemico fino al fiume Somme e minacciando Parigi, progressivamente l'esercito francese si rafforzò, impedendo il conseguimento di un successo definitivo.
Infatti, nel 1642, il nuovo comandante dell'armata delle Fiandre, don Francisco de Melo, sconfisse le truppe francesi nella battaglia di Honnecourt, ma l'anno seguente la situazione si capovolse.
La Spagna aveva risposto alla pressione francese sulla Franca Contea e sulla Catalogna distribuendo l'esercito dalle Fiandre, attraverso le Ardenne e iniziando l'assedio alla piazzaforte di Rocroi, rivolta contro gli spagnoli e la loro sconfitta divenne inevitabile.
Il comandante francese, Luigi II, duca d'Enghien, corse in appoggio alla fortezza e nella Battaglia di Rocroi, la sua cavalleria pesante mise in fuga la controparte spagnola ed egli poté accerchiare la fanteria.
Il duca tentò di negoziare un armistizio, ma la fanteria spagnola per un malinteso attaccò quella francese, che rispose all'attacco.
Al termine della battaglia gli spagnoli persero 7.300 soldati compresi 3.826 prigionieri; i veterani più esperti e meglio addestrati.
Orbata delle sue truppe migliori, la Spagna non era più in grado di proseguire l'offensiva su Parigi, mentre del resto la situazione in Germania e ai confini con l'Olanda rapidamente precipitava: iniziarono così i primi, timidi, passi per un negoziato che culminerà nel 1648 con la Pace di Westfalia.
Tuttavia, sebbene tradizionalmente gli storici abbiano definito Rocroi come lo spartiacque che segnò l'inizio del declino spagnolo, nella realtà la sconfitta fu sopravvalutata.
Infatti, una parte consistente dell'armata delle Fiandre, sotto il comando di Beck, non giunse in tempo per partecipare alla battaglia e costituì il nucleo di un nuovo esercito e altri storici fanno notare che la Spagna fosse comunque in grado negli anni seguenti di mantenere efficacemente una condotta difensiva.

## Declino

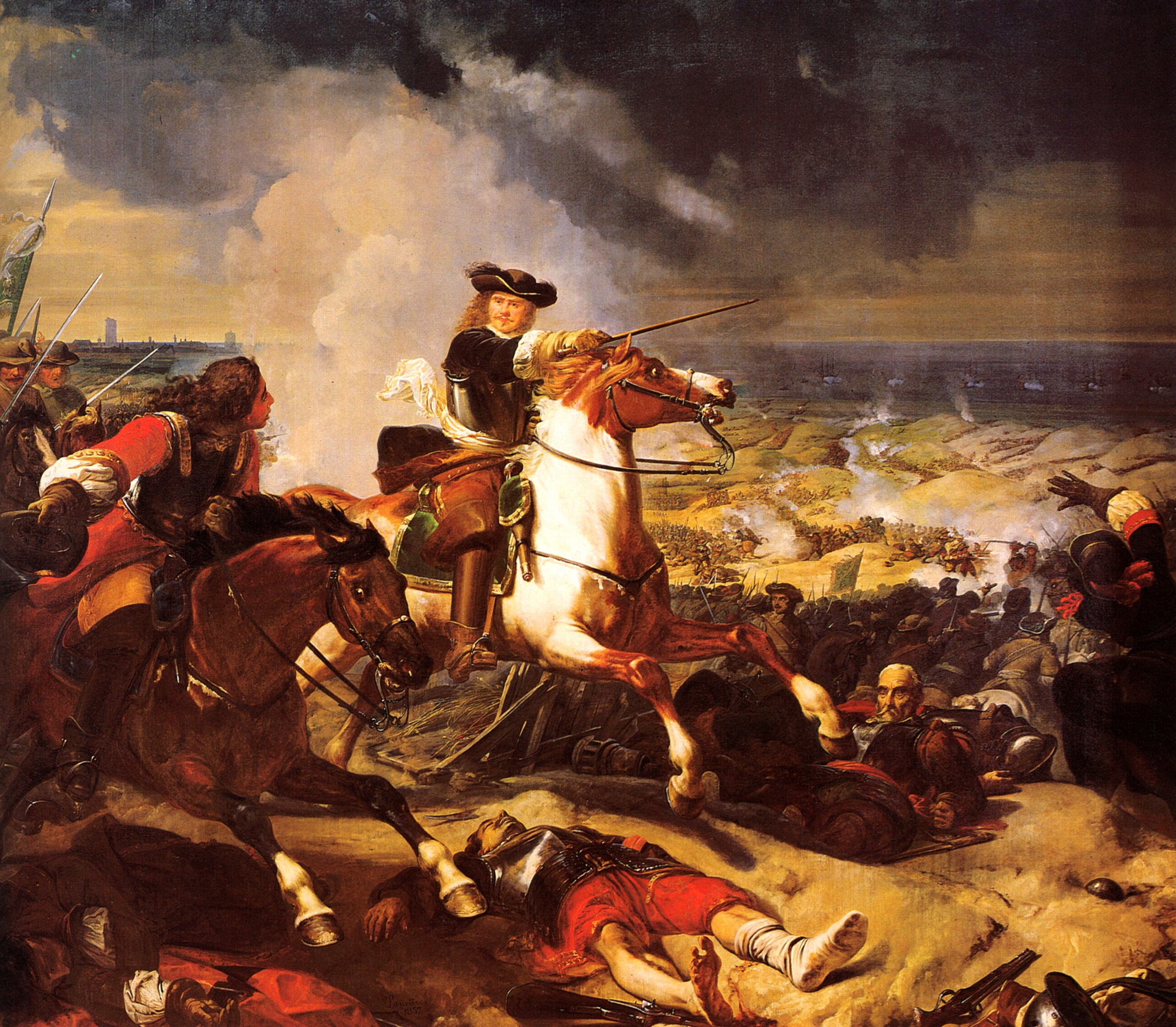
La Battaglia delle Dune, l'ultimo grande scontro in cui l'Armata delle Fiandre, sebbene sconfitta, ebbe un ruolo determinante.

Alla fine della Guerra dei Trent'anni, la situazione economico - finanziaria spagnola, peggiorò ulteriormente e costrinse il governo a ridurre gli effettivi delle forze armate iniziando una tendenza che divenne irreversibile dopo la pesante sconfitta nella Battaglia delle Dune e la Pace dei Pirenei che chiuse il lungo conflitto con la Francia.
Studi recenti hanno messo in evidenza i profondi problemi seduti emergenti nello Stato spagnolo e militare a partire dal 1630: il Conte-duca di Olivares, infatti, aveva tentato di infondere nuova linfa nell'armata delle Fiandre ponendo ai suoi vertici ufficiali di rango aristocratico, cosa che frammentò il sistema di comando ed ottenne in sintesi l'effetto opposto.
Di conseguenza, entro il 1650, il rapporto tra ufficiali e soldati si deteriorò, fino a raggiungere livelli insostenibili per la Spagna, mentre la sostituzione del sistema degli appaltatori con quello della selezione casuale ridusse notevolmente la combattività delle truppe.
Infine, sebbene le infrastrutture e i servizi di supporto fossero notevolmente migliori rispetto agli inizi del secolo, il progresso fu minore rispetto ad altri paesi europei, mentre i sempre più gravi problemi economici costrinsero la Spagna a ridurre sempre di più gli effettivi o a risparmiare sui viveri o sui rifornimenti, tanto che numerosi visitatori fecero notare che il soldato fosse ridotto all'accattonaggio.
Nelle guerre tra la Francia e la Spagna (oltre alle altre potenze) della seconda metà del XVII secolo, quali la guerra di devoluzione, la guerra d'Olanda e la guerra della Grande Alleanza, l'armata delle Fiandre giocò un ruolo marginale.
Infine, alla morte dell'ultimo Asburgo di Spagna, Carlo II, i Paesi Bassi spagnoli divennero uno dei principali teatri della Guerra di Successione Spagnola; l'occupazione francese prima, austro-olandese poi, distrusse ogni traccia dell'autorità spagnola e nel 1706, due anni dopo l'abolizione dei tercios, l'Armata delle Fiandre fu ufficialmente sciolta.

## Influenza culturale
L'esercito delle Fiandre esercitò una forte influenza sulla cultura spagnola.
Ad esempio, il santo patrono dell'esercito spagnolo è ancor oggi l'Immacolata Concezione a seguito di un episodio avvenuto nel 1585.
Nell'inverno di quell'anno, infatti, il tercio di Francisco de Bobadilla rimase intrappolato sull'isola di Bommel dalla squadra olandese dell'ammiraglio Holako e, sebbene a corto di cibo, rifiutò di arrendersi. Un giorno, un soldato, scavando una trincea, scoprì un quadro di legno dell'Immacolata Concezione che Bobadilla subito pose su un improvvisato altare per impetrare l'intervento divino. La notte il gelo fece congelare il fiume Mosa permettendo così a Bobadilla e ai suoi uomini di attraversare il fiume sul ghiaccio, requisire le navi di Holako e sconfiggere gli olandesi. In ricordo dell'evento l'esercito delle Fiandre adottò l'Immacolata Concezione come patrona, usanza che ancor oggi è seguita dall'esercito spagnolo.
Accanto a tale leggenda sono rimaste alcune frasi proverbiali quali ad esempio: Poner una pica en Flandes (Porre una picca nelle Fiandre), se si vuole riferirsi ad un qualcosa di estremamente difficile o costoso oppure Pasar por los bancos de Flandes (Passare attraverso i banchi delle Fiandre), in riferimento alla difficoltà di attraversare il banco di sabbia che si crea alla foce dei fiumi olandesi.